# Тура (округ Левіце)
Тура (словац. Turá) — село, громада округу Левіце, Нітранський край. Кадастрова площа громади — 9.29 км².
Населення 204 особи (станом на 31 грудня 2018 року).

## Історія
Тура згадується 1276 року.

## Населення
| Рік:            | 1994. | 2004.   | 2014.   | 2024.   |
| --------------- | ----- | ------- | ------- | ------- |
| Кількість осіб: | 249   | 241     | 227     | 229     |
| Різниця:        |       | -3,21 % | -5,80 % | +0,88 % |

| Рік:            | 2023. | 2024.   |
| --------------- | ----- | ------- |
| Кількість осіб: | 231   | 229     |
| Різниця:        |       | -0,86 % |